# 謎解き
謎解き（なぞとき）は、パズル、推理、クイズ、脱出ゲームなどの形態を含むエンターテイメントの一種。

## 概要
出題側から提示された問題（謎）にプレイヤーが解答する。解答方法はひらめきを重視し、特別な知識を必要としないことが多い。
ひらめきを重視するエンターテインメントは古来より多数存在するが、ミステリーやパズル・クイズの一分野としての認識に留まっていた。現代の独立した謎解き文化は2000年代から始まり、特にリアル脱出ゲームの登場により人気が高まった。なお「リアル脱出ゲーム」は株式会社SCRAPの登録商標であり、一般名詞としては「リアル謎解きゲーム」「体験型謎解きゲーム」などと称される。
漫画やアニメ作品、タレントなどと提携したイベントやキャンペーンも数多く開催されている。特に『名探偵コナン』のリアル脱出ゲームは2013年以来毎年開催されている。また、教育、観光、ビジネスの分野でも応用される。多くの観光地で独自の謎解きイベントが開催されるほか、グループワークなどでチームの連携能力を育む手段としても利用される。
「謎解き能力検定」や「謎解き日本一決定戦X」（MBS）など、競技性の高い謎解きイベントも開催されている。

## 種類
- ホール型謎解き: 4～6人程度でチームを組んだ参加者が集まり、制限時間内に謎を解く形式の謎解き。配布された用紙の謎を解きながら進めるものが多い。
- ルーム型謎解き: 物語の設定を再現した部屋に実際に閉じ込められ、物理的な脱出を目指す謎解き。
- 大会場型謎解き: スタジアムや遊園地などの大規模施設で行われる謎解き。数千人規模で同時参加することもある。
- オンライン謎解き: インターネットを利用して自宅で楽しめる謎解き。
- 周遊謎解き: 特定の街や施設を舞台にした謎解きイベント。地域の観光資源としても利用されている。
- 持ち帰り謎解き: 自宅で楽しめるパッケージ化された謎解き。

## 用語
- 小謎（こなぞ、しょうなぞ）: 主に画像一枚程度で完結する問題。
- 大謎（おおなぞ）: 複数の問題で構成される謎解き作品において、最後に明らかにする大規模な謎。これまでに解いた謎を応用するなど、どんでん返しを含むものが多い。

## 海外における謎解き
特に英語圏における謎解きはルーム型の脱出ゲームが主流であり、一般に「Escape room（英語版）」と称されるジャンルを作っている。2017年から開催されている世界大会「ER CHAMP」（WORLD ESCAPE ROOM CHAMPIONSHIP）では、世界各地から500を超えるチームが参加している。ポーランドで行われた2023年大会では日本から松丸亮吾が率いるチームが出場し優勝した。

## 主な謎解き関連企業・団体
- E-Pin企画: 1987年から参加型推理イベント「ミステリーナイト」を開催する。[7]
- タカラッシュ
- SCRAP
- RIDDLER
- Tumbleweed
- よだかのレコード
- XEOXY
- AnotherVision
- ファーニャー
- 謎屋珈琲店

## 謎解きを題材にしたメディア作品

### 漫画
- 遠藤準『謎解きよりも大変だ』
- ヨウハ『私と脱出しませんか？』

### 映画
- 『エスケープ・ルーム』（2019）
- 『エスケープ・ルーム2:決勝戦』（2021）

### テレビ番組
- 『今夜はナゾトレ』（2016-）
- 『リアル脱出ゲームTV』（2013, 不定期放送）
- 『佐藤健&千鳥ノブよ!この謎を解いてみろ!』（2021, 不定期放送）
- 『謎解き日本一決定戦X』（2022, 不定期放送）